# Julian Lüttmann
Julian Lüttmann (* 19. April 1982 in Rheine) ist ein deutscher ehemaliger Fußballspieler, der im Sturm eingesetzt wurde.

## Karriere
Lüttmanns fußballerische Karriere begann beim SC Hörstel, einem kleinen, 1921 gegründeten Verein aus Hörstel. Im Jahr 1996 wechselte er in die Jugendabteilung von Preußen Münster, wo er bis zum Jahreswechsel 2002/03 blieb. Anschließend spielte Lüttmann für den Regionalligisten Holstein Kiel, kam aber nur sporadisch in der ersten Mannschaft zum Einsatz. Im Jahr 2004 wechselte er zum Oberligisten FC Eintracht Rheine. Wiederum ein Jahr später erfolgte der Wechsel zu den Sportfreunden Lotte. Hier wurde er in seiner zweiten Saison, 2006/07, Torschützenkönig in der Oberliga Westfalen. Zu Beginn der neuen Saison wurde Lüttmann von Rot-Weiß Oberhausen verpflichtet. Nach dem Aufstieg mit RWO aus der Regionalliga Nord in  die 2. Bundesliga im Jahr 2008 gab Lüttmann am 1. Spieltag der Saison 2008/09 gegen TuS Koblenz sein Debüt in der zweiten Liga. Das Spiel ging mit 3:0 verloren, Lüttmann wurde in der 65. Minute für Felix Luz eingewechselt. Insgesamt lief er in dieser Spielzeit 31-mal für RWO auf und erzielte dabei vier Tore. Am 20. August 2009 schloss er sich dem Drittligisten SV Sandhausen an. Im Januar 2010 wechselte Lüttmann zum Ligakonkurrenten Rot-Weiß Erfurt. Dort spielte er bis zum Ende der Saison 2010/11.
Im Oktober 2011 unterzeichnete Lüttmann einen bis Juni 2013 laufenden Zweijahresvertrag beim VfB Oldenburg und übernahm dort auch die Kapitänsbinde. Mit 17 Saisontoren in nur 22 Spielen führte er den VfB auf Platz drei in der Oberliga Niedersachsen und zum Aufstieg in die Regionalliga Nord. In der darauffolgenden Saison erzielte er in der Regionalliga in 30 Spielen 13 Tore. Anschließend wurde sein Vertrag in Oldenburg nicht verlängert.
Im September 2013 unterschrieb Lüttmann einen Zweijahresvertrag beim Oberligisten SSV Jeddeloh, der neben seinem sportlichen Engagement auch mit einer beruflichen Umschulung verbunden war. Dort erlitt er eine Meniskusverletzung inklusive  Knorpelschaden, woraufhin er seine Karriere als aktiver Fußballer beendete.
In der Saison 2014/15 übernahm Lüttmann die Rolle des Sportlichen Leiters beim VfB Oldenburg.

## Erfolge
Mit Vereinen:
- Aufstieg in die 2. Bundesliga: 2007/08 (Rot-Weiß Oberhausen)

persönlich:
- Torschützenkönig Oberliga Westfalen: 2006/07 mit 24 Treffern (Sportfreunde Lotte)

## Bemerkenswertes
Lüttmann war als Vertreter der Fußball-Regionalliga Nord im Spielerrat der Spielergewerkschaft Vereinigung der Vertragsfußballspieler (VdV).